# 能見松平家
能見松平家（のみまつだいらけ）は、松平氏の庶流である武家・華族だった家。松平信光の八男・光親を祖とするとされ、重勝の系統が江戸時代に大名（廃藩時豊後国杵築藩）となり、維新後に華族の子爵家に列する。

## 歴史

### 発祥
『寛政重修諸家譜』によれば、松平信光の八男・光親（次郎右衛門）が祖とされている。光親はたびたび武功をあらわし、額田郡能見（現在の愛知県岡崎市能見町）や阿知和などを領したという。能見を領したことから能見松平家と称す。

### 松平重吉の時代
『寛政譜』で具体的な事績が伝わるのは、3代目とされる重吉と、その叔父にあたるとされる阿知和玄鉄からである。
重吉は永正9年（1512年）、15歳の時に戦いに馳せ参じて首級を挙げたという。これに感じた松平昌安（大草松平家）が松平清康に勧めたことで清康の近侍となったといい、以後広忠・家康の3代に仕えた。松平家が今川家に従属し、家康が駿府で生活していた時代には鳥居忠吉とともに総奉行を務め、永禄元年（1558年）の寺部城の戦い（家康の初陣）では家康から軍功抜群と賞され、今川義元からも感状を受けたという。天正元年（1573年）の松平信康の初陣（足助城攻め）では信康に鎧を着せる役を務めた。天正3年（1575年）の二俣城の戦いでは76歳の老齢でありながら先陣を切って城下に押し寄せる武勲を挙げたという。
阿知和玄鉄については、元亀2年（1571年）に武田氏に与同した一揆勢の岡崎への攻撃を青山忠門とともに防いだことが伝えられている。玄鉄とその息子はいずれも戦死を遂げ、『寛政譜』ではその子孫に関する記述はないが、玄鉄の娘が本多忠勝の妻となっている。

### 重吉の長男・二男・三男の系統
『寛政譜』では、重吉の男子として4人が記されているが、長男の松平重利（傳市朗）は永禄3年（1560年）に桶狭間の合戦の前哨戦（一説に丸根砦）において24歳で、二男の能見重茂（般若助、半弥助）は永禄元年（1558年）の寺部城攻めにおいて17歳で、いずれも戦死している。
重利の子・松平昌利は父の戦死後の出生で、叔父（重吉の四男）の松平重勝に後見が命じられた。昌利は一時清水姓を称したとされるが、『寛政譜』において能見松平家の嫡流として扱われているのは昌利の系統で、昌利の子の松平昌吉は徳川秀忠・家光に仕えて留守居番などを務め1630石を知行した。昌吉は相模国鎌倉郡和泉村（横浜市泉区和泉町）に宝心寺を建立して菩提寺としたほか、中之宮左馬神社を再興して祈願所としている。この家はその後分知を重ねており、『寛政譜』編纂時点では930石の旗本（当主は松平光福、御小姓組に列する）となっている。
重吉の三男・十平については事績が伝わらないが、十平の子で小沢姓を称した小沢忠重は徳川家康・秀忠に仕え、使番・目付・普請奉行などを歴任、1500石を知行した。この小沢家は忠重の時に一時改易（職務上の「僻事」による）、その子の重長の時に一時遠流（分知に端を発する兄弟間の争いによる）と浮沈を繰り返し、重長の孫にあたる小沢定員の代に不行跡によって改易された。庶流は存続している。

### 重吉の四男・重勝の系統

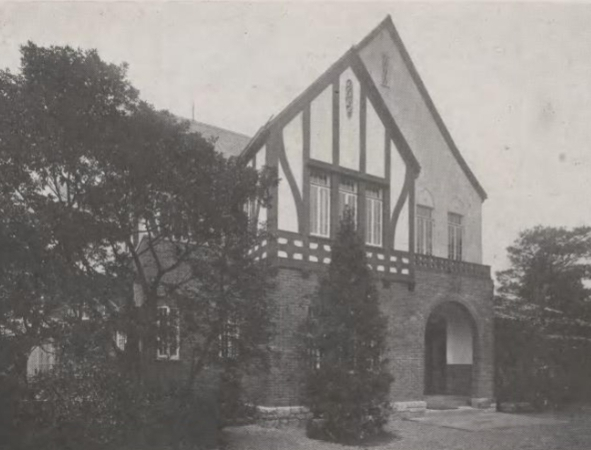
昭和2年に竣工した松平親義子爵の邸宅

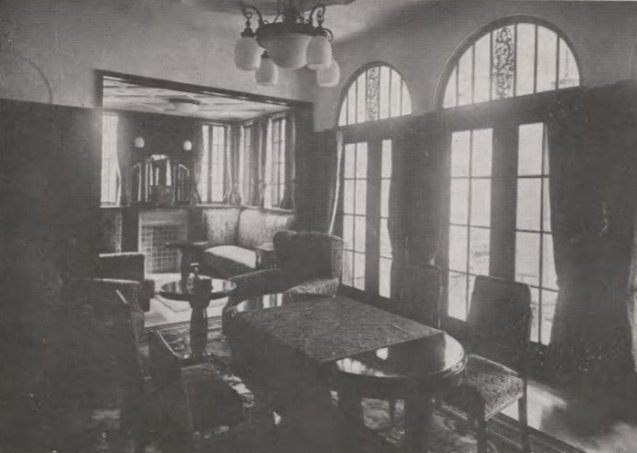
昭和2年に竣工した松平親義子爵の邸宅の一室

能見松平家のうち、大名家・華族家を出すなど繁栄を見せたのは、松平重吉の四男・松平重勝の系統である。
重勝は16歳で大番頭を務め、長篠の戦いや長久手の戦いで功績を挙げたという。重勝は慶長17年（1612年）に松平忠輝に家老として付けられたが、忠輝改易後に徳川秀忠に召し返され、元和3年（1617年）に下総国関宿藩2万6000石の大名となった。次いで遠江国横須賀藩に移された。
重勝の長男・松平重忠が元和8年（1622年）には出羽国上山藩4万石に加転封。重忠の弟3人は別家を立てており、うち松平重則（重勝の三男、上総国百首藩→下野国皆川藩）および松平勝隆（重勝の四男、上総国佐貫藩）が大名に列しているが、重則の系統は無嗣断絶、勝隆の系統は改易となっており（のち旗本として再興）、大名の地位は長く維持できなかった。
重忠の養子松平重直（信濃国松本藩主小笠原秀政の四男•母方の曽祖父が徳川家康）はその後、摂津国三田藩から豊後国竜王藩に移された。重直の子・松平英親は、正保2年（1645年）に豊後国杵築藩へ3万2千石で移され、以後能見松平家は杵築で定着した。
最後の藩主松平親貴は、明治2年（1869年）6月19日版籍奉還により杵築藩知事に任じられ、明治4年（1871年）7月14日の廃藩置県まで藩知事を務めた。
明治2年（1869年）6月17日の行政官達で公家と大名家が統合されて華族制度が誕生すると能見松平家も大名家として華族に列した。明治17年（1884年）7月7日の華族令の施行で華族が五爵制になると、同月8日に旧小藩知事として親貴の子親信が子爵に列せられた。親信は貴族院の子爵議員に当選して務めた。
親信の長男親義は陸軍省や拓殖省、貴族院事務局などに嘱託として勤め、『国家と軍隊』を著した。三男精は鉄道技術者として河邊一や三木忠直と共に新幹線用台車の設計・実用化に貢献した。親義の代に能見松平子爵家の邸宅は東京市中野区方町にあった。

### 光親の二男：親友の系統
『寛政譜』では、松平光親の二男・松平親友の系統が「能見の支流」として掲出されている。
松平親友（初名は重友。次郎左衛門、図書助）は、三河国鍋田・広利・歌石・椿井・木小井・沼小井・田和・下河内などの村を知行し、某年に戦死した。親友の子・忠恒（次郎左衛門）は、松平親忠の命を受けて「不忠」の木村新九郎を討って吉平・梨野・杉木の3か村を与えられた。忠恒の長男・忠澄（新助）は家康に仕えて弘治元年（1555年）の尾張国蟹江城攻めに功績があり、忠澄の嫡孫（忠綱の子）・親正（新助）は徳川頼房（水戸藩）に附属されたのち松平頼重（高松藩）の家臣となり、子孫が存続している。
忠澄の二男・親次（清右衛門）は脚の疾患によって三河で蟄居していたが、その子の鈴木重弘（権兵衛。松平を憚り、母方の氏を称した）が徳川秀忠に出仕して右筆となった。ただし、旗本となったこの家はのちに無嗣断絶となっている。
また、忠恒の二男・忠重（助九郎）は鳥居元忠に附属し、天正10年（1582年）に甲斐国黒駒で戦死した。忠重の子の重兼（助左衛門）は、「ゆへありて」武蔵松山に蟄居したのち、結城秀康に仕えて松山姓を称し、その後鳥居忠政に仕えた。

#### 異説
親友の系統に関しては異説も多く伝えられており、『寛政譜』は考察の対象にしている。
『寛政譜』編纂時の梶家からの呈譜では、忠澄の二男の「勝忠」が梶家の先祖であるとする。忠澄の長男の忠綱が母方の梶氏を称したが（忠澄の妻が梶五郎兵衛の娘であることは『寛永譜』本文でも記されている）、忠綱の子孫が重弘の代で絶えたため、忠綱の弟「勝忠」が家を継いだという。『寛政譜』編纂者の考証によれば、梶家の祖先とされる「勝忠」は、『寛永譜』で梶正道とある人物であり、『寛永譜』時点で梶家は平氏と称していたことからも、能見松平家と結び付けた家伝は信用しがたいとしている。
また「或説」では、三河国佐々木（岡崎市上佐々木町）の領主松平忠倫（三左衛門）をこの系統の人物で、重弘の兄とする。忠倫は織田信秀と通じ、上和田城（岡崎市上和田町）に拠って松平広忠に反旗を翻し、天文16年（1547年）に殺害されている。忠倫・重弘の弟の一人である松平忠就は、三河一向一揆で一揆方についたために西国に落去し、のちに加藤清正に仕えて加藤大助を称し、天正14年（1586年）の天草一揆との戦いで戦死したという。『寛政譜』では忠倫と重弘の年代が離れすぎているとして、兄弟とする説には疑いを示している。

## 家紋
家伝によれば、もとは「丸に三葵」の紋を用いていたというが、慶長年間に使用を憚るようになったという。『寛政譜』によれば、諸家の紋として以下が挙げられている（名称は『寛政譜』通り）。
- 「丸に花葵」（次郎右衛門光福家、新八郎正名家）
- 「花葵」（十左衛門昌戩家、千次郎光信家、小沢百之助重光家）
- 「丸に鳩酸草」（次郎右衛門光福家、十左衛門昌戩家、千次郎光信家、千橘義栄家、新八郎正名家、小沢百之助重光家、小沢新十郎忠安家）
- 「飯笹」（次郎右衛門光福家、十左衛門昌戩家、小沢百之助重光家）
- 「丸に飯笹」（小沢瀬兵衛定員家、小沢新十郎忠安家）
- 「雪笹」（駿河守親賢家（杵築藩主家）、図書勝政家、民部武郷家）
- 「五葉の雪笹」（千橘義栄家）
- 「丸に雪笹」（八郎右衛門正融家、伝次郎重利家、伝三郎勝興家、大隅守勝武家）
- 「玉分銅」（次郎右衛門光福家、十左衛門昌戩家、千次郎光信家、新八郎正名家、藤五郎昌広家、小沢新十郎忠安家）
- 「分銅」（小沢百之助重光家、駿河守親賢家、伝次郎重利家、伝三郎勝興家、大隅守勝武家）
- 「五七桐」（次郎右衛門光福家、十左衛門昌戩家、千次郎光信家、新八郎正名家、藤五郎昌広家、小沢百之助重光家）
- 「丸に襄荷」（小沢百之助重光家）
- 「丸に抱襄荷」（小沢新十郎忠安家）
- 「七曜」（駿河守親賢家、図書勝政家、民部武郷家、八郎右衛門正融家）
- 「下藤」（鈴木権右衛門家）